# Damaromyia interrupta
Damaromyia interrupta är en tvåvingeart som beskrevs av James 1950. Damaromyia interrupta ingår i släktet Damaromyia och familjen vapenflugor. Inga underarter finns listade i Catalogue of Life.